# Zastava Gruzije
Uradna zastava Gruzije je »zastava s petimi križi«, po okrog 500 letih so jo ponovno uvedli 14. januarja 2004. Prej je bila to zastava srednjeveškega gruzijskega kraljestva in Stranka združenega naroda jo je uporabljala za svoj simbol.

## Zgodovina zastave
Zastavo so uporabljali vsaj od 13. stoletja. Glavni element na njej je križ sv. Jurija, zavetnika Gruzije. Enak motiv se pojavi tudi na zastavi Anglije. Strokovnjak Giorgi Gabeskiria pravi, da so bili štirje manjši križi dodani v času Jurija V., ki je izgnal Mongole. V tem času se je motiv prevzel kot oblika jeruzalemskega križa, ki je bil simbol križarjev. Pet križev naj bi predstavljalo petero ran Kristusa. 
Kasneje se je zastava nehala uporabljati, vendar so jo oživili v gibanju za neodvisnost od Sovjetske zveze leta 1991. Večina Gruzijcev, skupaj s patriarhom gruzijske apostolske cerkve, je podpirala restavracijo zastave in leta 1999 je parlament podpisal zakon o zamenjavi. Vendar pa zakona ni podprl predsednik Eduard Ševardnadze. Zastava je postala simbol upora proti Ševardnadzejevemu režimu, ki ga je vodil Mikhail Saakašvili.
Zastava je bila uvedena 14. januarja 2004, po tem, ko se je zamenjal režim. Zakon je uradno podpisal Saakašvili, ko je postal predsednik države. Potezo so nekateri videli kot sporno, saj je politična zastava stranke postala državni simbol.

## Prejšnje zastave

### Neodvisna Gruzija (1918–1921, 1990–2004)
Med kratko gruzinsko samostojnostjo 1918–1921 je bila v uporabi tribarvna zastava (desno). Zastavo so izbrali na natečaju, kjer je zmagal slikar Jakob Nikoladze. Ob priključitvi Gruzije Sovjetski zvezi so zastavo zamenjali, vendar pa se je spet začela uporabljati 14. novembra 1990 ob ponovni samostojnosti. 

### Sovjetska Gruzija (1921–1990)
V sovjetskem obdobju je Gruzija uporabljala več različic zastave, na kateri so bili ime Gruzinske SSR, srp in kladivo, rdeča zvezda, modro sonce in modra črta na vrhu. Zastava se je nehala uporabljati z osamosvojitvijo leta 1990.